# Зоонім
Зоо́нім (від дав.-гр. ζω̃ον — тварина та ὄνομα — ім'я) — власна назва виду, вікостатевої групи або й окремої особини тварин. Прізвисько для тварин.
З погляду мотивованості всі клички тварин поділяються на мотивовані та немотивовані. Основними мотивуючими ознаками зооніма виступають переважно колір шерсті тварини: Біла, Ряба; особливості анатомічної будови: Горбата, Безхвоста; особливості поведінки: Дикун, Вертуха. Крім цих типових ознак зустрічаються і випадки оказіональних утворень. Найпоширенішими прикладами мотивованих кличок є "Рябко", "Сірко", "Мурчик". 
Існують такі різновиди зоонімів, як кіноніми (від дав.-гр. χύών - пес та оніму χύνός - назва) — клички собак, феліноніми — клички котів, гіппоніми — клички коней тощо.

## Значення в класифікаціях
Зооніми нерідко стають основою для формування назв таксонів: видів, а інколи й родів. Прикладами того, як побутові назви стали загально визнаними назвами зоологічних таксонів:
- кумка, також джерелянка — одна з назв роду безхвостих амфібій Bombina
- зінське щеня — одна з назв гризуна, відомого також як сліпак
- перегузня — видова назва хижого ссавця Vormela peregusna
- бабак — рід гризунів родини вивіркових (Sciuridae)
- нічниця — назва одного з родів кажанів.

## Традиційні українські кличкипесиків(самців)
- Сірко́, Рябко́, Бровко́, Гнідко́, Сивко́, Во́вк, Вовку́н, Во́вчик, Гавку́н, Га́вчик, Га́рчик, Ґу́дзик, Ко́ржик, Ласу́н, Лиско́, Лю́тий, Я́рчик, Козачо́к, Шква́рка, До́вбуш, Вітрого́н[1]

## Традиційні українські кличкисучок(самиць)
- За́йда, Руда́, Ру́та, Бу́лька[1]

## Традиційні українські кличкикотиків(самців)
- Ко́цький, Му́рчик, Гультя́й, Левко́, Мазу́н, Ру́дик, Сіри́й, Си́вий, Сніжо́к, Малю́к[1]

## Традиційні українські кличкикицьок(самиць)
- Ко́цька, Ма́ня, Ма́нька, Му́рка, Ли́пка, Ли́са, Ряба́, Си́ва[1]